# Zgodba iz Philadelphije
Zgodba iz Philadelphije (angleško The Philadelphia Story) je ameriški romantično komični film iz leta 1940, ki ga je režiral George Cukor, v glavnih vlogah pa nastopajo Cary Grant, Katharine Hepburn, James Stewart in Ruth Hussey. Temelji na Broadwayski igri The Philadelphia Story Philipa Barryja iz leta 1939. Zgodba prikazuje socialno povzpetnico, katere poročne načrte zaplete sočasni prihod njenega nekdanjega moža in tabloidnega novinarja. Lik socialne povzpetnice (Hepburn) je navdihnila zgodba Helen Hope Montgomery Scott (1904–1995). Scenarij sta napisala Donald Ogden Stewart in Waldo Salt, ki ni bil naveden, ter velja za najboljši primer komedije ponovne poroke. Žanr je bil priljubljen v 1930-tih in 1940-tih ter vključuje ločitev para, spogledovanje z drugimi in nato ponovno poroko. Glavni razlog za to je bil pravilnik o snemanju filmov, ki je prepovedoval prikazovanje nezakonskih zvez.
Film je bil premierno prikazan 26. decembra 1940 in je postal Hepburnina prva uspešnica po več finančno neuspešnih filmih. Hepburnova je tudi pridobila pravice za snemanje filma po igri, v kateri je prav tako igrala, s pomočjo Howarda Hughesa, da bi si omogočila povratek na filmska platna. Na 13. podelitvi je bil nominiran za oskarja v šestih kategorijah, tudi za najboljši film, osvojil pa je nagradi za najboljšega igralca (Stewart) in prirejeni scenarij. Leta 1998 ga je Ameriški filmski inštitut uvrstil na 51. mesto lestvice stotih najboljših ameriških filmov. Leta 1995 ga je ameriška Kongresna knjižnica izbrala za ohranitev v okviru Narodnega filmskega registra zavoljo njegove »kulturne, zgodovinske ali estetske vrednosti«.

## Vloge
- Cary Grant kot C.K. Dexter Haven
- Katharine Hepburn kot Tracy Samantha Lord
- James Stewart kot Macaulay »Mike« Connor
- Ruth Hussey kot Elizabeth Imbrie
- John Howard kot George Kittredge
- Roland Young kot William Q. Tracy
- John Halliday (actorigralecJohn Halliday kot Seth Lord
- Mary Nash kot Margaret Lord
- Virginia Weidler kot Dinah Lord
- Henry Daniell kot Sidney Kidd
- Lionel Pape kot Edward
- Rex Evans kot Thomas